# حزب جمهوریت ایران اسلامی
حزب جمهوریت ایران اسلامی به دبیرکلی رسول منتجب نیا
یک تشکل سیاسی اصلاح طلب در ایران است که در بهمن ماه ۱۳۹۸ مجوز خود را از وزارت کشور دریافت کرد.

منتجب نیا به همراه جمعی از یاران مهدی کروبی، پس از ایجاد اختلاف در حزب اعتماد ملی، از این حزب جدا شدند و دست به تأسیس حزب جمهوریت زدند.

در وب سایت حزب جمهوریت ایران اسلامی آمده است که این حزب بر اساس مرامنامه خود به جهان بینی توحیدی، اجتهاد پویا، رابطه بنیادین بین اسلام و سیاست (حکومت خوب)، مردمسالاری و ارکان آن از جمله نهادهای مدنی و تحزب اعتقاد دارد.

## تاریخچه

### انشعاب از اعتماد ملی
پس از ایجاد اختلافات در حزب اعتماد ملی بر سر پذیرش استعفای مهدی کروبی، سرانجام با جدا شدن رسول منتجب نیا و جمع کثیری از یاران مهدی کروبی از اعتماد ملی که مخالف استعفای کروبی بودند حزب جمهوریت ایران اسلامی با محوریت رسول منتجب نیا تأسیس شد.

### اختلاف و تنش در حزب تازه تأسیس
با به وجود آمدن برخی اختلافات در حزب تازه تأسیس منتجب نیا، عده ای از اعضای شورای مرکزی در صدد حذف او برآمدند، اما کنگره حزب جمهوریت که در تاریخ ۲۴ بهمن ۱۳۹۹ با حضور نماینده وزارت کشور تشکیل شد، رأی به عزل متخلفان داد.

## ارگان رسمی
پس از ایجاد چندین صفحه جعلی در فضای مجازی با نام حزب جمهوریت، سامان سلیمانی مرند که پیشتر سردبیر ارگان رسمی و مسئول امور رسانه ای حزب اعتماد ملی بود و با از سرگیری فعالیت‌هایش در حزب جمهوریت ابتدا به عنوان مسئول امور رسانه ای و تبلیغات حزب جمهوریت و بعدتر با حفظ سمت قبلی به عنوان مسئول روابط عمومی این حزب معرفی شد، طی اطلاعیه ای در تاریخ یازدهم بهمن ماه ۱۳۹۹ که در خبرگزاری‌های کشور منتشر شد، اعلام کرد که وب سایت اطلاع‌رسانی به آدرس http://hjie.ir و صفحه اینستاگرامی به آدرس hezb_jomhuryat تنها مراجع رسمی و قانونی اطلاع‌رسانی این حزب می‌باشند که اخبار و مواضع رسمی این تشکل سیاسی تنها از طریق آنها منتشر می‌شود. هرگونه کانال یا گروه یا وب سایت در فضای مجازی تحت عنوان «حزب جمهوریت ایران اسلامی» غیرقانونی و فاقد اعتبار است و با گردانندگان آنها برخورد قاطع و قانونی خواهد شد.

## مواضع

### واکنش به ردصلاحیت‌ها در انتخابات سال ۱۴۰۰
حزب جمهوریت ایران اسلامی در واکنش به رد صلاحیت‌های سیزدهمین دوره انتخابات ریاست جمهوری، بیانیه ای را صادر و اعلام کرد که در انتخابات ریاست جمهوری از هیچ کاندیدایی حمایت نخواهد کرد.

### موضع در قبال تسلط طالبان بر افغانستان
حزب جمهوریت اولین حزب اصلاح طلبی بود که در برابر به قدرت رسیدن طالبان در افغانستان واکنش نشان داد. این تشکیلات سیاسی در ابتدا با انتشار تصویری از احمد مسعود و پدرش در صفحه اینستاگرام خود، خواستار تشکیل حکومتی فراگیر در افغانستان شد. پس از آن نیز در راستای حمایت از جبهه مقاومت افغانستان و مقابله با افراطی گری در منطقه تقاضای صدور مجوز تجمعی اعتراضی از وزارت کشور کرد که پاسخی از سوی وزارت کشور دریافت نکرد.
رسول منتجب نیا دبیرکل این حزب نیز در مصاحبه ای حاکمیت طالبان را مرگ آزادی و دموکراسی نامید و گفت: پی‌گیری مدافعانه از طالبان یا سکوت در برابر مظالم و حق کشی آن‌ها، ضمن مردود بودن ذاتی آن، در آینده نه چندان دور، تمامیت ارضی و استقلال و کیان و هویت انقلاب اسلامی و جمهوریت اسلامی را مورد تهدید جدی قرار می‌دهد.

### موضع در قبال افزایش ناگهانی قیمت‌ها و گرانی
سخنگوی حزب جمهوریت دربارهٔ جلسه خردادماه دفتر سیاسی این حزب در سال ۱۴۰۱، گفت: طرح موسوم به جراحی اقتصادی که با حذف ارز ترجیحی آغاز شد و قراربود تنها به افزایش قیمت چهار کالای اساسی محدود شود، متأسفانه موج گسترده گرانی‌ها را در تمامی حوزه‌های اقتصادی به همراه داشت. نگرانی حزب جمهوریت در مورد عواقب خطرناک اینگونه طرحها در شرایط تحریم سنگین جهانی و رکود اقتصادی، بسیار جدی است.. از دیگر مباحث مهم و محوری مطرح شده در جلسه دفتر سیاسی این حزب، بررسی اعتراضات سراسری معلمان و بازنشستگان بعلت عدم تطابق رشد حقوق با افزایش کمرشکن تورم و سیر صعودی قیمتها تا ۴۰ و ۵۰ درصد نسبت به سال گذشته و همچنین اعتراض بازاریان و کسبه به قوانین مالیاتی و افزایش نرخ دلار بود. از دیگر موارد مطرح شده در این جلسه می‌توان به بررسی علل حوادث و سوانح تلخ و مرگبار ماه‌های اخیر که موجی از نارضایتی عمومی و اثبات ناکارآمدی مدیریتی در حوزه‌های مختلف بخصوص وجوه نظارتی را به همراه داشت و همچنین توقف کامل مذاکرات برجامی که با توجه به اقدامات متقابل هر دو طرف، بیم اجماع جهانی و ارجاع مجدد پرونده ایران به شورای امنیت و صدور بیانیه و افزایش تحریم‌ها را بدنبال خواهد داشت، اشاره کرد.

### واکنش به از سرگیری بازداشت فعالین سیاسی
حزب جمهوریت در تاریخ بیست و یکم تیرماه ۱۴۰۱ و پس از آغاز موج جدید بازداشت فعالین سیاسی در کشور از جمله مصطفی تاجزاده، با صدور بیانیه‌ای شدیداللحن به این رویداد واکنش نشان داد. در بیانیه این حزب آمده است: «برخوردهای تند و خارج از ضابطه ضابطین قوه قضائیه با فعالین سیاسی و اجتماعی و از سرگیری بازداشتهای چهره‌های سیاسی و فرهنگی و منتقدین داخلی، بخصوص بازداشت دکتر مصطفی تاج زاده، یک منتقد دلسوز نظام که مشفقانه درون نظام به طرح دیدگاه‌های سیاسی خود می‌پردازد و مرزبندی شفاف و قاطع با نیروهای برانداز خارج از کشور دارد، با هدف ساکت کردن منتقدین وضع موجود و ترویج تفکر نخ نما شده «النصر بالرعب» راه بجایی نخواهد برد و شاهدیم که اکنون در فضاهای رسانه ای و مجازی سخنرانی‌ها و مناظرات سیاسی نامبرده به شدت در حال نشر و گسترش است، لازم است مسئولان قوه قضائیه در خصوص نحوه بازداشت غیرقانونی و خارج از عرف یک چهره برجسته سیاسی کشور، آن هم در روز عرفه، که بدون احضار و تشکیل پرونده، تمامی قواعد مرسوم قضایی را نقص نموده است توضیح داده و زمینه آزادی وی را مهیا کنند یا در اسرع وقت با تشکیل دادگاه صالحه و رسیدگی به اتهامات سیاسی نامبرده و تفهیم اتهام، امکان دفاع را برای وی فراهم آورند. لازم به یادآوری است طبق ماده واحده مصوب سال ۸۳ تمامی محاکم عمومی، انقلاب و نظامی دادسراها و ضابطان قوه قضائیه ضمن رعایت برخی موارد برشمرده در آن ماده، موظف به احترام به آزادی‌های مشروع و حفظ حقوق شهروندی هستند. شانه خالی کردن از رعایت آیین دادرسی کیفری با تمسک به برخی اتهامات امنیتی نیز چیزی به جز نقش آفرینی برای ضابطان قضایی به جای دادستان، قاضی و عمل به تصمیمات آن‌ها به جای عمل به حکم دادگاه به ذهن متبادر نمی‌کند و باید دانست تمام این شیوه‌ها عایدی جز زیر سؤال بردن قوه قضائیه به عنوان مرجع تظلم و دادخواهی مردم که از ارکان کشور و موجب ماندگاری و پایداری یک حکومت محسوب می‌گردد، نخواهد داشت. در شرایط سخت کنونی که دولتمردان در سیاست خارجی برجام را بی فرجام و تحریم‌ها را سنگین تر از پیش نموده‌اند، در سیاست داخلی نیز باز همان تصمیم سازان، علاوه بر عدم توجه به درخواست‌های مکرر اقتصادی و شغلی اقشار مردم، باعث گسترش اعتراضات بازنشستگان، معلمان، کارگران، ماللباختگان و حتی جانبازان جنگ تحمیلی شده‌اند و انگار هیچ گوش شنوایی برای شنیدن و رفع درد و رنج مردم وجود ندارد»

### دیدگاه نسبت به حجاب اجباری و گشت ارشاد
رسول منتجب‌نیا دبیرکل حزب جمهوریت، در گفت‌وگویی در تاریخ بیست و چهارم تیرماه ۱۴۰۱، بیان داشت: «هرگز با زور و سرنیزه نمی‌شود قوانینی را که جنبه فرهنگی دارد پیاده کنیم ما باید این هنر را داشته باشیم که با ابزارهای صحیح قوانین را پیاده کنیم. برای برخی مردم سؤال می‌شود که وقتی کشور درگیر مسائل مهم اقتصادی است، چرا حجاب مسئله اول مسئولین می‌شود؟!»
منتجب‌نیا همچنین در مصاحبه ای دیگر اظهار داشت: «به بهانه دو تار مو، مأمور یک خانمی را بغل می‌کند یا دستش را می‌گیرد و کشان کشان به سمت ون می‌برد. این کارها از ضعف حکومت است»
شاخه بانوان این حزب نیز در جلسه هفتاد و یکم خود به تاریخ چهارم مرداد ۱۴۰۱، به بررسی آسیب‌شناسی مسئله «حجاب اجباری» پرداخت. و در تاریخ یازدهم مرداد ماه با صدور بیانیه‌ای تأکید کرد که در ابتدای انقلاب، صحبتی از حجاب اجباری نبود. در قسمتی از این بیانیه آمده است: «در بحبوحه انقلاب اسلامی از بزرگان مطرح و در صدر انقلاب سخنی حاکی از اجباری بودن حجاب مطرح نگردید و پیام آزادی و تعیین سرنوشت به دست خود همه جا طنین افکن بود؛ اما به مرور زمان این حرکت مردمی دچار تنگ نظری‌های گروهی اقلیت گردید و هم‌اکنون بعد از بیش از چهل سال سپری شدن عمر انقلاب اسلامی دیده می‌شود با اجبار، گیس کشی و رعب و وحشت، دختران و زنان پر افتخار این مرز و بوم توسط مردان نامحرم به سمت ماشین‌های گشت ارشاد کشیده و به درون آن هل داده می‌شوند. آیا گمان کرده‌اند که می‌شود افکار متحجرانه را بر این زنان که نشان داده‌اند قابلیت در اختیار گرفتن اکثریت کرسی‌های دانشگاه‌ها را دارند، تحمیل کرد؟ زن ایرانی جایگاه خود را به خوبی می‌شناسد، می‌داند زمام زندگی در خانه و اجتماع در دست‌های توانمند اوست و با تمام قوا به دنبال نصب العین نمودن قوانین شفافی است که در سایه آن بتواند به عدالت و مساوات جنسیتی دست یابد.» حزب جمهوریت همچنین گفتگویی را به صورت زنده در مورخ چهاردهم مردادماه ۱۴۰۱ از طریق صفحه اینستاگرامی خود با عنوان «نقد جمهوریت بر حجاب اجباری» ترتیب داد که سمیه طهماسبی (عضو شورای مرکزی حزب جمهوریت و استاد حوزه و دانشگاه) مهمان آن بود.

### واکنش به درگذشت مهسا امینی
حزب جمهوریت ایران اسلامی، پس از واقعه درگذشت مهسا امینی با صدور بیانیه‌ای ضمن محکومیت این واقعه به تفکر متحجرانه نظام حاکم حمله کرد و نهادهای انقلابی را مروج تئوری خشونت دانست. در این بیانیه آمده است: «متأسفانه سال‌هاست رفتارهای خارج از چهارچوب قانون، اخلاق و شرع توسط این گشت‌های به اصطلاح ارشاد و انتشار تصاویر و فیلم‌های برخورد خشن با دختران و پسران این سرزمین موجبات سلب آرامش و امنیت روحی و روانی شهروندان عزیز را فراهم آورده است، اما موضوع قتل مهسا امینی، پدیده و حادثه ای با زیربنا و ساختار فکری و عملی است که نباید به صرف محکوم کردن این جنایت اکتفا شود و آنچه در اخبار و گزارش‌های رسمی آمده به فرض صحت نمی‌تواند عذر باشد و گناه و جرم قتل یک دختر ۲۲ ساله را توجیه نماید. گشت ارشاد از آثار و برآیند این اندیشه واپس‌گرایانه است که پیش از این سپاه و بسیج عهده‌دار اقدامات عملی آن بوده‌اند و امروز ناجا را نیز درگیر کرده تا مابقی آبرو و حیثیت آن نیرو را از بین ببرند. از ده‌ها سال پیش که تئوری خشونت در کشور پدید آمد و این اندیشه ضد اسلامی توسط بعضی از تئوریسین‌های خشونت، اسلامیزه شد، سالها در نمازهای جمعه و سخنرانی‌های رسمی، در نهادهای انقلاب و مراکز مختلف، ترویج و تعمیق گردید. به اعتقاد ما و وجود اسناد و شواهد متعدد، تفکری که اسلام را نه یک دین رحمانی، که دینی برپایه النصر بالرعب می‌داند و رأی مردم را زینتی می‌خواند، در دهه‌های اخیر با نفوذ درلایه‌های قدرت، این تفکر خطرناک را برای اجرای منویات غلط و نفرت آفرین در همه شئون زندگی مردم به کار گرفته است و در پی آن، قتل‌های زنجیره ای، حمله به تجمعات قانونی در دهه هفتاد، حمله به کوی دانشگاه وترور نافرجام حجاریان درسال ۷۸، اتفاقات تلخ درسال۸۸ و کشتار در کهریزک، ضرب و شتم و قتل برخی خبرنگاران و ده‌ها نمونه از این دست را که از حافظه تاریخی مردم پاک نشده و از آثار و نمادهای آن اندیشه است، صورت داده که اگر در قبال آن‌ها برخوردهای لازم از جانب دستگاه قضایی و نهادهای مرتبط صورت می‌گرفت، امروز شاهد درگذشت مشکوک و تأثرآور این هموطن کرد و نظایر آن که هر روز تکرار می‌شود نبودیم.»